# Mærsk D-Klasse (2005)
Die Mærsk D-Klasse bezeichnet eine aus drei Einheiten bestehende Fährschiffsklasse.

## Geschichte
Die Schiffe wurden zwischen 2004 und 2006 auf der südkoreanischen Werft Samsung Shipbuilding & Heavy Industries in Geoje für die zur A. P. Moller-Maersk Group gehörende Norfolkline gebaut. Alle drei Schiffe werden zwischen Dover und Dunkerque eingesetzt. 
Im Juli 2010 wurde die Norfolkline an DFDS Seaways verkauft. Die drei Schiffe der D-Klasse wurden in der Folge umbenannt.

## Beschreibung
Der Antrieb erfolgt durch vier Viertakt-Achtzylinder-Dieselmotoren des Herstellers MAN B&W (Typ: 8L48/60B) mit jeweils 9.600 kW Leistung. Die Motoren wirken über Untersetzungsgetriebe auf zwei Verstellpropeller. Die Schiffe erreichen eine Geschwindigkeit von 25 kn. Die Motoren sind in zwei getrennten Maschinenräumen untergebracht.
Für die Stromerzeugung stehen drei MAN-Dieselgeneratoren (Typ: 6L32/40) mit jeweils 2.280 kW Leistung und zwei von den Hauptmotoren angetriebene Wellengeneratoren mit jeweils 3.800 kW Leistung zur Verfügung.
Die Schiffe sind mit drei Bugstrahl- und einem Heckstrahlruder mit jeweils 1.800 kW Leistung ausgestattet und verfügen über Flossenstabilisatoren.
Die Schiffe verfügen über zwei Decks für Passagiere sowie drei RoRo-Decks. Bei den RoRo-Decks, die über Rampen miteinander verbunden sind, handelt es sich um die Decks 3, 4 und 5. Deck 3 und 4 verfügen mit 4,9 m Höhe über die nötige Höhe zum Transport von Lkw, auf Deck 5 ist mit 2,4 m Höhe lediglich ausreichende Höhe für den Transport von Pkw vorhanden. Die Schiffe verfügen über eine seitlich öffnende Bugklappe und ein ebenfalls seitlich öffnendes Tor am Heck. Auf der Back befindet sich zusätzlich eine feste Rampe. Ein Schott verschließt das dahinterliegende RoRo-Deck. Deck 4 geht im hinteren Bereich des Schiffes in ein offenes Deck über. Über die Tore sowie die Rampe auf der Back bzw. das offenen Deck 4 am Heck können die Schiffe mithilfe von landseitigen Rampen be- und entladen werden.
Auf Deck 6 und 7 befinden sich die Einrichtungen für Passagiere wie Restaurants, Bars, Shops und Aufenthaltsräume, wobei es für Lkw-Fahrer ein eigenes Restaurant und einen eigenen Aufenthaltsraum gibt. Die Fähren verfügen über keine Kabinen für Passagiere, da sie für den Einsatz auf der relativ kurzen Strecke zwischen Dover und Dunkerque gebaut wurden. Die Passagierkapazität betrug zunächst 780 Passagiere. 2008 wurde sie auf 1000 Passagiere erhöht. Die RoRo-Decks verfügten über 1.800 Spurmeter und boten Platz für 200 Pkw und 120 Lkw. DFDS beschreibt die Passagierkapazität mit 1.212 Personen und gibt für die RoRo-Decks 2.900 Spurmeter an, auf denen 304 Pkw und 66 Lkw Platz finden.
Die Schiffe wurden von Mærsk Ship Design, ein Großteil der Innenausstattung von Steen Friis Design entworfen.

## Schiffe
| Mærsk D-Klasse   | Mærsk D-Klasse | Mærsk D-Klasse | Mærsk D-Klasse                                         | Mærsk D-Klasse             |
| Bauname          | Bau- nummer    | IMO-Nr.        | Kiellegung Stapellauf Ablieferung                      | Spätere Namen und Verbleib |
| ---------------- | -------------- | -------------- | ------------------------------------------------------ | -------------------------- |
| Maersk Dunkerque | 1523           | 9293076        | 9. September 2004 29. Dezember 2004 27. September 2005 | 2010: Dunkerque Seaways    |
| Maersk Delft     | 1524           | 9293088        | 10. Januar 2005 11. Juli 2005 25. Januar 2006          | 2010: Delft Seaways        |
| Maersk Dover     | 1574           | 9318345        | 8. Juli 2005 24. Oktober 2005 21. Juni 2006            | 2010: Dover Seaways        |

Die Schiffe werden unter britischer Flagge mit Heimathafen Dover betrieben.